# 전북혁신도시 대방디엠시티
전북혁신도시 대방디엠시티는 대한민국 전라북도 전주시에 위치하고 있다.